# Lola FN06
La Lola FN06 est une monoplace conçue et fabriquée par le constructeur britannique Lola Cars pour les saisons 2006, 2007 et 2008 du championnat de Formula Nippon au Japon.

## Historique

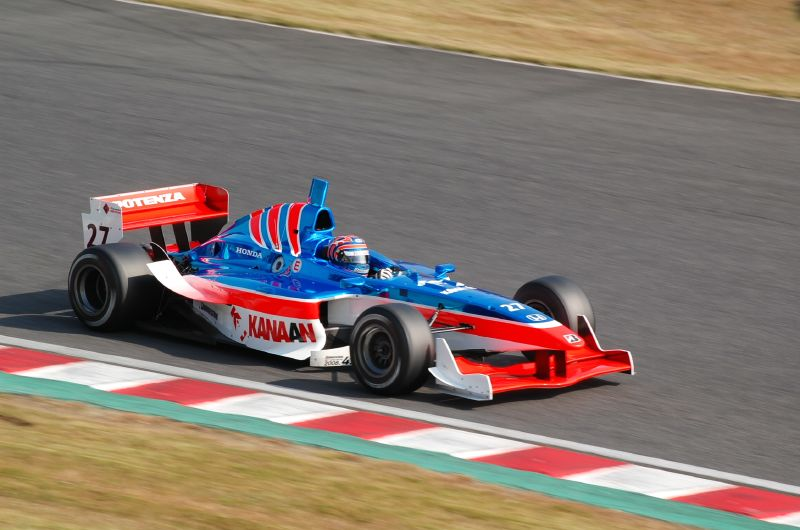
Une Lola FN06 pilotée par Tony Kanaan en 2007 à Suzuka.

La FN06 remplace la Lola B3/51 dont l'utilisation était imposée aux concurrents de Formula Nippon entre 2003 et 2005. Son introduction en 2006 correspond avec l'ouverture à la concurrence de la fourniture des moteurs (Honda et Toyota se disputant un marché auparavant réservé à Mugen Motorsports).
Suivant le règlement, les blocs utilisés sont d'une cylindrée de 3 litres et développent autour de 550 chevaux à 13 500 tr/min. Ces caractéristiques situent la Lola FN06 à un niveau proche des monoplaces utilisées en Europe en GP2 Series ou la Formule Renault 3.5 des World Series by Renault.
À compter de la saison 2009, la Lola FN06 est remplacée dans le championnat par la FN09, conçue par le constructeur américain Swift Engineering.

## Spécifications

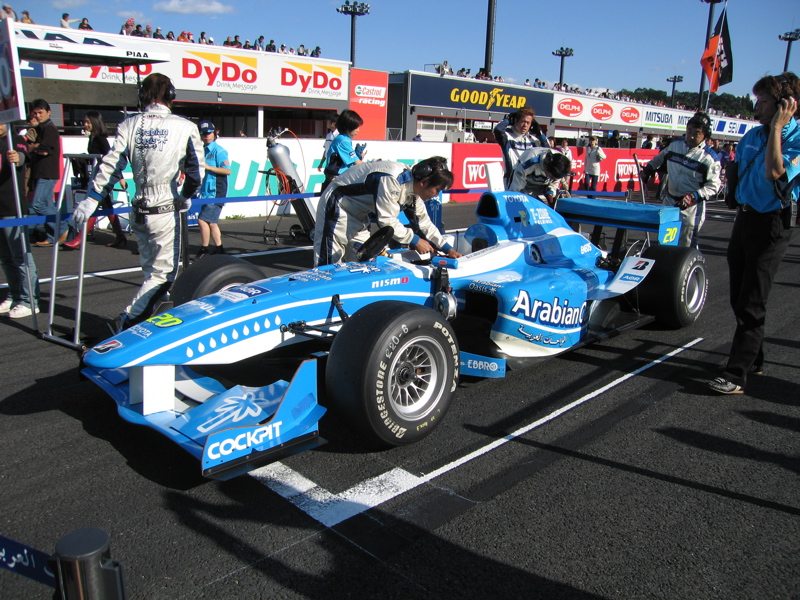
Lola FN06 sur la grille de départ (2007)

- Longueur : 4 667,5 mm
- Largeur : 1 790 mm
- Poids : 666 kg
- Châssis en fibre de carbone.